# 마쓰가사키하마촌
마쓰가사키하마촌(松ヶ崎浜村)은 니가타현 기타칸바라군에 있던 촌이다. 1954년 4월 5일에 니가타시에 편입합병에 의해 소멸하여, 현재의 니가타시 기타구·히가시구의 일부에 해당한다.
아래의 설명은 합병 직전 당시의 구 마쓰가사키하마촌에 대한 설명이며, 현재는 명칭 등이 다를 수 있다. 또한 여기에 기술되지 않은 내용에 대해서는 마쓰하마 지역 등의 기사를 참조.

## 지리
아가노강 하구에 위치하고 있다. 마을 지역과 주변 지자체의 도표는 외부 링크의 입지 적정화 계획 자료도 참조.

## 역사
- 1731년 - 아가노강의 물을 배수하기 위해 전년도에 설치한 마쓰가자키 도개(松ヶ崎掘割)가 홍수로 인해 파열되어 아가노강의 본류가 되었다.
- 1889년 4월 1일 - 정촌제 시행에 수반해 기타칸바라군 마쓰가사키하마촌이 성립하였다.
- 1954년 4월 5일 - 니가타시에 편입되었다.

## 참고문헌
- 『市町村名変遷辞典』東京堂出版、1990年。
- 角川日本地名大辞典 編纂委員会『角川日本地名大辞典 15 新潟県』(株)角川書店、1989年10月8日。ISBN 4-04-001150-3。
- “広報とよさか 第266号 p.3”. 豊栄市 (1990年10月15日). 2015年7月14日閲覧。